# Rue Pierre-à-Poisson
Pour les articles homonymes, voir Pierre à poissons.
La rue Pierre-à-Poisson, est une ancienne rue de Paris qui était située dans l'ancien 4e arrondissement (actuel 1er arrondissement), disparue en 1854.

## Situation
Cette rue commençait rue de la Saunerie et finissait rue Saint-Denis et place du Châtelet. Elle était située dans l'ancien 4e arrondissement dans le quartier du Louvre.
Les numéros de la rue étaient noirs. Il n'y avait pas de numéro impair et le dernier numéro pair était le no 16.

## Origine du nom
Cette rue doit son nom à de longues pierres sur lesquelles on étalait et vendait du poisson.

## Historique
Un marché aux poissons aurait été créé à cet emplacement par Philippe-Auguste en 1182 qui permit aux bouchers de la Grande-Boucherie du Parvis-Notre-Dame de faire le commerce du poisson d'eau douce. Les pierres de ces marchands étaient installées sous des auvents qui étaient adossés au Grand Châtelet.
Elle est citée dans Le Dit des rues de Paris, de Guillot de Paris, sous la forme « rue o Poisson ».
Elle est citée sous le nom de « rue de la Pierre au poisson » dans un manuscrit de 1636. 
On trouve aussi cette rue sous les noms de « rue de la Petite-Saunerie » à cause de la maison de marchandise de sel qui était située tout près ainsi que sous celui de « rue de la Larderie » et de la « rue de la Poulaillerie » parce qu'elle était située près du marché à la volaille.
Lors du percement du boulevard de Sébastopol et du réaménagement de la place du Châtelet dans le cadre des transformations de Paris sous le Second Empire, il est prévu de supprimer la rue afin de construire un nouvel hôtel des postes,. Finalement, la place du Châtelet est élargie vers l'ouest en englobant la rue qui disparait en 1854.

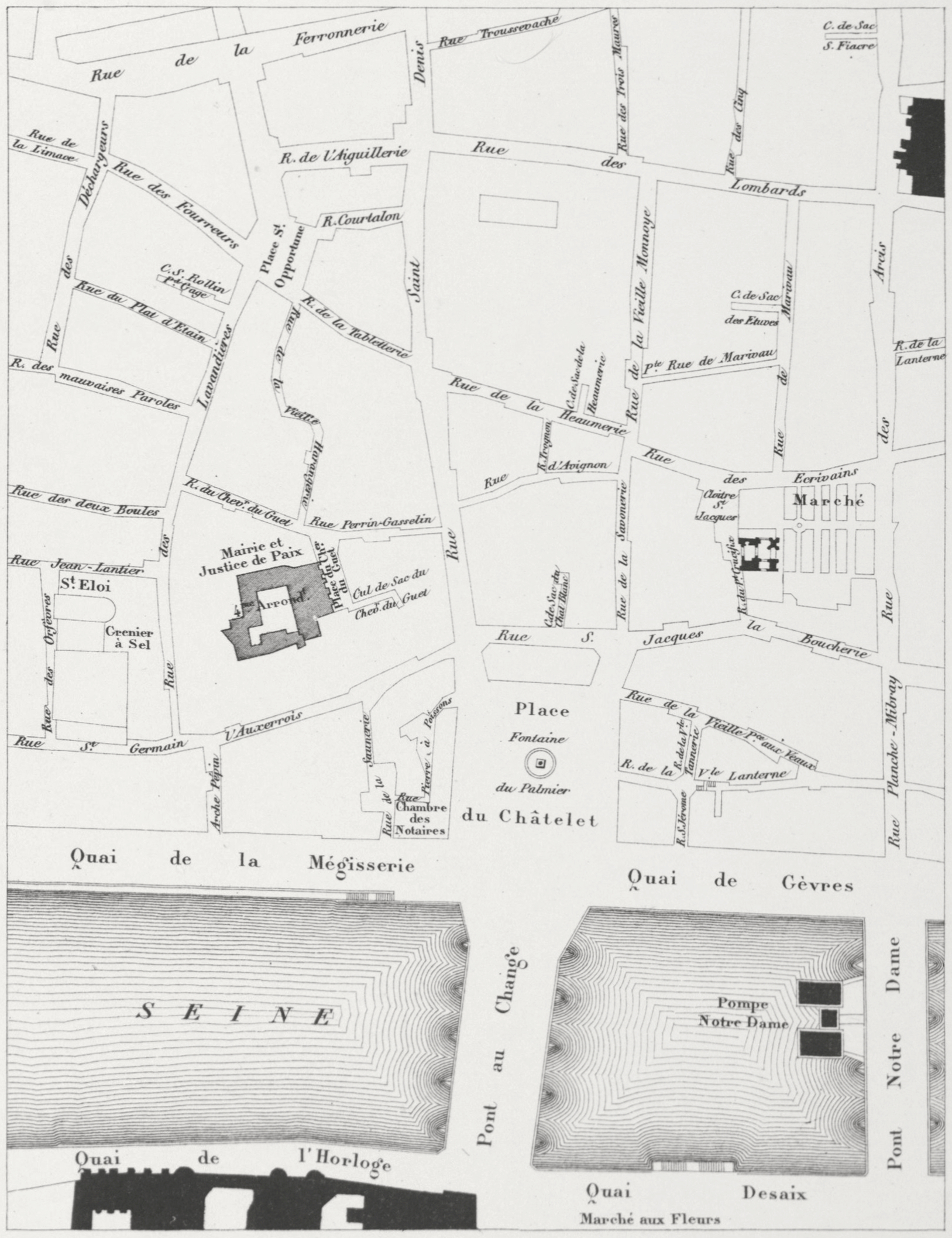
La rue Pierre-à-Poisson en 1836 le long de la place du Châtelet.

## Bâtiments remarquables et lieux de mémoire
- L'abbaye de Montmartre possédait dans cette rue cinq places à vendre tripes et poissons, adossés contre le mur du Grand-Châtelet, et qui dépendaient de son fief du Fort-aux-Dames dont l'auditoire et la prison étaient situés dans le cul-de-sac du Fort-aux-Dames rue de la Heaumerie[7].